# Skilanglauf-Nor-Am-Cup 2009/10
Der Skilanglauf-Nor-Am-Cup 2009/10 war eine von der FIS organisierte Wettkampfserie, die zum Unterbau des Skilanglauf-Weltcups 2009/10 gehörte. Er begann am 12. Dezember 2009 in Vernon und endete mit den Kanadischen Meisterschaften im Skilanglauf 2010 am 21. März 2010 in Whitehorse. Die Gesamtwertung der Männer gewann Brent McMurtry und bei den Frauen Daria Gaiazova.

## Männer

### Resultate
| 1. Nor-Am-Cup in Vernon, 12. und 13. Dezember 2009 | 1. Nor-Am-Cup in Vernon, 12. und 13. Dezember 2009 | 1. Nor-Am-Cup in Vernon, 12. und 13. Dezember 2009 | 1. Nor-Am-Cup in Vernon, 12. und 13. Dezember 2009 | 1. Nor-Am-Cup in Vernon, 12. und 13. Dezember 2009 |
| -------------------------------------------------- | -------------------------------------------------- | -------------------------------------------------- | -------------------------------------------------- | -------------------------------------------------- |
| Datum                                              | Disziplin                                          | Erster Platz                                       | Zweiter Platz                                      | Dritter Platz                                      |
| 12. Dezember 2009                                  | 15 km Freistil                                     | Garrott Kuzzy                                      | James Southam                                      | Matthew Edward Liebsch                             |
| 13. Dezember 2009                                  | Sprint Freistil                                    | Philip Widmer                                      | Garrott Kuzzy                                      | Sean Crooks                                        |

| 2. Nor-Am-Cup in Canmore, 19. bis 22. Dezember 2009 | 2. Nor-Am-Cup in Canmore, 19. bis 22. Dezember 2009 | 2. Nor-Am-Cup in Canmore, 19. bis 22. Dezember 2009 | 2. Nor-Am-Cup in Canmore, 19. bis 22. Dezember 2009 | 2. Nor-Am-Cup in Canmore, 19. bis 22. Dezember 2009 |
| --------------------------------------------------- | --------------------------------------------------- | --------------------------------------------------- | --------------------------------------------------- | --------------------------------------------------- |
| Datum                                               | Disziplin                                           | Erster Platz                                        | Zweiter Platz                                       | Dritter Platz                                       |
| 19. Dezember 2009                                   | Sprint klassisch                                    | Stefan Kuhn                                         | Drew Goldsack                                       | Sean Crooks                                         |
| 20. Dezember 2009                                   | Sprint klassisch                                    | Drew Goldsack                                       | Brent McMurtry                                      | Graham Nishikawa                                    |
| 22. Dezember 2009                                   | 50 km klassisch                                     | Brian McKeever                                      | Brent McMurtry                                      | Kevin Sandau                                        |

| 3. Nor-Am-Cup in Saint-Gabriel-de-Valcartier, 2. bis 5. Januar 2010 | 3. Nor-Am-Cup in Saint-Gabriel-de-Valcartier, 2. bis 5. Januar 2010 | 3. Nor-Am-Cup in Saint-Gabriel-de-Valcartier, 2. bis 5. Januar 2010 | 3. Nor-Am-Cup in Saint-Gabriel-de-Valcartier, 2. bis 5. Januar 2010 | 3. Nor-Am-Cup in Saint-Gabriel-de-Valcartier, 2. bis 5. Januar 2010 |
| ------------------------------------------------------------------- | ------------------------------------------------------------------- | ------------------------------------------------------------------- | ------------------------------------------------------------------- | ------------------------------------------------------------------- |
| Datum                                                               | Disziplin                                                           | Erster Platz                                                        | Zweiter Platz                                                       | Dritter Platz                                                       |
| 2. Januar 2010                                                      | 30 km Skiathlon                                                     | Brent McMurtry                                                      | Graham Nishikawa                                                    | Drew Goldsack                                                       |
| 3. Januar 2010                                                      | Sprint Freistil                                                     | Philip Widmer                                                       | Stefan Kuhn                                                         | Len Väljas                                                          |
| 5. Januar 2010                                                      | 15 km klassisch                                                     | Stefan Kuhn                                                         | Graham Nishikawa                                                    | Brent McMurtry                                                      |

| 4. Nor-Am-Cup in Cantley, 30. und 31. Januar 2010 | 4. Nor-Am-Cup in Cantley, 30. und 31. Januar 2010 | 4. Nor-Am-Cup in Cantley, 30. und 31. Januar 2010 | 4. Nor-Am-Cup in Cantley, 30. und 31. Januar 2010 | 4. Nor-Am-Cup in Cantley, 30. und 31. Januar 2010 |
| ------------------------------------------------- | ------------------------------------------------- | ------------------------------------------------- | ------------------------------------------------- | ------------------------------------------------- |
| Datum                                             | Disziplin                                         | Erster Platz                                      | Zweiter Platz                                     | Dritter Platz                                     |
| 30. Januar 2010                                   | 10 km Freistil                                    | Graham Nishikawa                                  | Christopher Butler                                | David Greer                                       |
| 31. Januar 2010                                   | 30 km klassisch Mst.                              | Graham Nishikawa                                  | David Greer                                       | Christopher Butler                                |

| 5. Nor-Am-Cup in Whitehorse, 15.–21. März 2010 | 5. Nor-Am-Cup in Whitehorse, 15.–21. März 2010 | 5. Nor-Am-Cup in Whitehorse, 15.–21. März 2010 | 5. Nor-Am-Cup in Whitehorse, 15.–21. März 2010 | 5. Nor-Am-Cup in Whitehorse, 15.–21. März 2010 |
| ---------------------------------------------- | ---------------------------------------------- | ---------------------------------------------- | ---------------------------------------------- | ---------------------------------------------- |
| Datum                                          | Disziplin                                      | Erster Platz                                   | Zweiter Platz                                  | Dritter Platz                                  |
| 15. März 2010                                  | 10 km klassisch                                | Graeme Killick                                 | Brent McMurtry                                 | Drew Goldsack                                  |
| 16. März 2010                                  | 15 km Freistil                                 | Graeme Killick                                 | Christopher Butler                             | Brenton Knight                                 |
| 19. März 2010                                  | Sprint                                         | Len Väljas                                     | Sean Crooks                                    | Brent McMurtry                                 |
| 21. März 2010                                  | 50 km klassisch Mst.                           | Frédéric Touchette                             | Brent McMurtry                                 | Michael Somppi                                 |

### Gesamtwertung Männer
| Rang | Name               | Punkte |
| ---- | ------------------ | ------ |
| 01   | Brent McMurtry     | 646    |
| 02   | Graham Nishikawa   | 515    |
| 03   | Drew Goldsack      | 493    |
| 04   | Stefan Kuhn        | 434    |
| 05   | Frédéric Touchette | 418    |
| 06   | Sean Crooks        | 404    |
| 07   | Christopher Butler | 360    |
| 07   | Len Väljas         | 360    |
| 09   | Graeme Killick     | 310    |
| 10   | David Greer        | 286    |
| 011  | Kevin Sandau       | 262    |
| 012. | Philip Widmer      | 257    |
| 013. | Jesse Cockney      | 222    |
| 014. | Haakon James Lenes | 214    |

| Rang | Name                 | Punkte |
| ---- | -------------------- | ------ |
| 015. | Garrott Kuzzy        | 210    |
| 016. | Brian McKeever       | 194    |
| 017. | Pate Neumann         | 185    |
| 018. | Julien Nury          | 181    |
| 019. | Karl Saidla          | 164    |
| 020. | Michael Somppi       | 161    |
| 021. | Brenton Knight       | 155    |
| 022. | Ian Murray           | 128    |
| 023. | Mark Iverson         | 110    |
| 024. | Etienne Richards     | 109    |
| 024. | Harry Seaton         | 109    |
| 026. | Andrew Stewart-Jones | 105    |
| 027. | Mike Argue           | 102    |
| 028. | David Neighbor       | 101    |

| Rang | Name                   | Punkte |
| ---- | ---------------------- | ------ |
| 029. | Gerard Garnier         | 94     |
| 029. | Aidan Lennie           | 94     |
| 031. | Gordon Jewitt          | 80     |
| 031. | James Southam          | 80     |
| 033. | Chris Algar            | 73     |
| 034. | Mike Hinckley          | 71     |
| 035. | Matthew Edward Liebsch | 67     |
| 036. | Kit Richmond           | 62     |
| 036. | Vincent Ruel           | 62     |
| 038. | Jeff Elis              | 55     |
| 038. | Robin McKeever         | 55     |
| 040. | Erik Carleton          | 54     |
| 040. | Brian Gregg            | 54     |
| 040. | Tyson Smith            | 54     |

## Frauen

### Resultate
| 1. Nor-Am-Cup in Vernon, 12. und 13. Dezember 2009 | 1. Nor-Am-Cup in Vernon, 12. und 13. Dezember 2009 | 1. Nor-Am-Cup in Vernon, 12. und 13. Dezember 2009 | 1. Nor-Am-Cup in Vernon, 12. und 13. Dezember 2009 | 1. Nor-Am-Cup in Vernon, 12. und 13. Dezember 2009 |
| -------------------------------------------------- | -------------------------------------------------- | -------------------------------------------------- | -------------------------------------------------- | -------------------------------------------------- |
| Datum                                              | Disziplin                                          | Erster Platz                                       | Zweiter Platz                                      | Dritter Platz                                      |
| 12. Dezember 2009                                  | 10 km Freistil                                     | Holly Brooks                                       | Daria Gaiazova                                     | Rebecca Dussault                                   |
| 13. Dezember 2009                                  | Sprint Freistil                                    | Daria Gaiazova                                     | Holly Brooks                                       | Katie Ronsse                                       |

| 2. Nor-Am-Cup in Canmore, 19. bis 22. Dezember 2009 | 2. Nor-Am-Cup in Canmore, 19. bis 22. Dezember 2009 | 2. Nor-Am-Cup in Canmore, 19. bis 22. Dezember 2009 | 2. Nor-Am-Cup in Canmore, 19. bis 22. Dezember 2009 | 2. Nor-Am-Cup in Canmore, 19. bis 22. Dezember 2009 |
| --------------------------------------------------- | --------------------------------------------------- | --------------------------------------------------- | --------------------------------------------------- | --------------------------------------------------- |
| Datum                                               | Disziplin                                           | Erster Platz                                        | Zweiter Platz                                       | Dritter Platz                                       |
| 19. Dezember 2009                                   | Sprint klassisch                                    | Daria Gaiazova                                      | Madeleine Williams                                  | Andrea Dupont                                       |
| 20. Dezember 2009                                   | Sprint klassisch                                    | Daria Gaiazova                                      | Perianne Jones                                      | Shayla Swanson                                      |
| 22. Dezember 2009                                   | 30 km klassisch                                     | Madeleine Williams                                  | Brittany Webster                                    | Daria Gaiazova                                      |

| 3. Nor-Am-Cup in Saint-Gabriel-de-Valcartier, 2. bis 5. Januar 2010 | 3. Nor-Am-Cup in Saint-Gabriel-de-Valcartier, 2. bis 5. Januar 2010 | 3. Nor-Am-Cup in Saint-Gabriel-de-Valcartier, 2. bis 5. Januar 2010 | 3. Nor-Am-Cup in Saint-Gabriel-de-Valcartier, 2. bis 5. Januar 2010 | 3. Nor-Am-Cup in Saint-Gabriel-de-Valcartier, 2. bis 5. Januar 2010 |
| ------------------------------------------------------------------- | ------------------------------------------------------------------- | ------------------------------------------------------------------- | ------------------------------------------------------------------- | ------------------------------------------------------------------- |
| Datum                                                               | Disziplin                                                           | Erster Platz                                                        | Zweiter Platz                                                       | Dritter Platz                                                       |
| 2. Januar 2010                                                      | 15 km Skiathlon                                                     | Daria Gaiazova                                                      | Madeleine Williams                                                  | Brittany Webster                                                    |
| 3. Januar 2010                                                      | Sprint Freistil                                                     | Daria Gaiazova                                                      | Perianne Jones                                                      | Andrea Dupont                                                       |
| 5. Januar 2010                                                      | 10 km klassisch                                                     | Daria Gaiazova                                                      | Brittany Webster                                                    | Madeleine Williams                                                  |

| 4. Nor-Am-Cup in Cantley, 30. und 31. Januar 2010 | 4. Nor-Am-Cup in Cantley, 30. und 31. Januar 2010 | 4. Nor-Am-Cup in Cantley, 30. und 31. Januar 2010 | 4. Nor-Am-Cup in Cantley, 30. und 31. Januar 2010 | 4. Nor-Am-Cup in Cantley, 30. und 31. Januar 2010 |
| ------------------------------------------------- | ------------------------------------------------- | ------------------------------------------------- | ------------------------------------------------- | ------------------------------------------------- |
| Datum                                             | Disziplin                                         | Erster Platz                                      | Zweiter Platz                                     | Dritter Platz                                     |
| 30. Januar 2010                                   | 5 km Freistil                                     | Brooke Gosling                                    | Alana Thomas                                      | Megan McTavish                                    |
| 31. Januar 2010                                   | 15 km klassisch Mst.                              | Brooke Gosling                                    | Catherine Auclair                                 | Megan McTavish                                    |

| 5. Nor-Am-Cup in Whitehorse, 15.–21. März 2010 | 5. Nor-Am-Cup in Whitehorse, 15.–21. März 2010 | 5. Nor-Am-Cup in Whitehorse, 15.–21. März 2010 | 5. Nor-Am-Cup in Whitehorse, 15.–21. März 2010 | 5. Nor-Am-Cup in Whitehorse, 15.–21. März 2010 |
| ---------------------------------------------- | ---------------------------------------------- | ---------------------------------------------- | ---------------------------------------------- | ---------------------------------------------- |
| Datum                                          | Disziplin                                      | Erster Platz                                   | Zweiter Platz                                  | Dritter Platz                                  |
| 15. März 2010                                  | 5 km klassisch                                 | Chandra Crawford                               | Madeleine Williams                             | Brittany Webster                               |
| 16. März 2010                                  | 10 km Freistil                                 | Brooke Gosling                                 | Shayla Swanson                                 | Chandra Crawford                               |
| 19. März 2010                                  | Sprint                                         | Chandra Crawford                               | Madeleine Williams                             | Shayla Swanson                                 |
| 21. März 2010                                  | 30 km klassisch Mst.                           | Shayla Swanson                                 | Brittany Webster                               | Chandra Crawford                               |

### Gesamtwertung Frauen
| Rang | Name               | Punkte |
| ---- | ------------------ | ------ |
| 01   | Daria Gaiazova     | 740    |
| 02   | Madeleine Williams | 680    |
| 03   | Brooke Gosling     | 610    |
| 04   | Brittany Webster   | 470    |
| 05   | Rhonda Jewett      | 418    |
| 06   | Shayla Swanson     | 410    |
| 07   | Chandra Crawford   | 320    |
| 08   | Perianne Jones     | 288    |
| 09   | Catherine Auclair  | 273    |
| 10   | Emily Nishikawa    | 255    |
| 011  | Sara Hewitt        | 254    |
| 012. | Megan McTavish     | 248    |
| 013. | Alana Thomas       | 241    |
| 014. | Alysson Marshall   | 236    |

| Rang | Name                     | Punkte |
| ---- | ------------------------ | ------ |
| 015. | Andrea Dupont            | 227    |
| 016. | Kate Brennan             | 210    |
| 017. | Anna Crawford            | 191    |
| 018. | Holly Brooks             | 180    |
| 019. | Sheila Kealey            | 150    |
| 020. | Mary Thompsen            | 137    |
| 021. | Sarah Daitch             | 132    |
| 022. | Alexia Pichard-Jolicoeur | 117    |
| 023. | Erin Tribe               | 108    |
| 024. | Rebecca Dussault         | 105    |
| 025. | Karla Bailey             | 93     |
| 025. | Eva Szabo                | 93     |
| 027. | Sarah Peters             | 87     |
| 027. | Rebecca Rorabaugh        | 87     |

| Rang | Name                   | Punkte |
| ---- | ---------------------- | ------ |
| 029. | Marlis Kromm           | 84     |
| 030. | Heidi Widmer           | 71     |
| 031. | Adele Lay              | 70     |
| 032. | Caitlin Compton        | 69     |
| 033. | Nicole Deyong          | 67     |
| 034. | Stephanie Drolet       | 66     |
| 035. | Kasandra Rice          | 65     |
| 036. | Jacqui Benson          | 63     |
| 037. | Ida Sargent            | 62     |
| 038. | Hilary Schrama         | 59     |
| 039. | Jekaterina Winogradowa | 58     |
| 040. | Michelle Workun-Hill   | 55     |